# William Leahy
William Daniel Leahy (Hampton (Iowa) 6 mei 1875 - Bethesda (Maryland) 20 juli 1959) was een Amerikaans admiraal. Hij was in 1944 de eerste met de nieuw gecreëerde rang van Fleet Admiral (Vlootadmiraal).
Leahay probeerde na zijn basisschooltijd een studieplek op de United States Military Academy te krijgen. Dit lukte echter niet. Na de highschool te hebben afgemaakt ging hij naar de United States Naval Academy, waar hij in 1897 afstudeerde.

## Eerste diensttijd
Hij diende als midshipman aan boord van het slagschip USS Oregon in de Pacific. Na twee jaar werd hij bevorderd tot ensign. Op dat moment bevond hij zich in Azië op de USS Castine en de USS Glacier. Bij een oproer op de Filipijnen (destijds onder Amerikaans bewind) en tijdens de Bokseropstand in China voerde Leahy het bevel over de kanonneerboot USS Mariveles. In 1902 keerde hij terug naar de Verenigde Staten en diende hij vijf jaar lang op de kruiser USS Tacoma en de USS Boston, die in Panama werd gestationeerd tijdens de eerste bouwfase van het Panamakanaal.
Vanaf 1907 was Leahy docent natuur- en scheikunde aan de US Naval Academy, maar al in 1909 voer hij weer uit. Ditmaal als navigator op de kruiser USS California. Toen de VS in 1912 Nicaragua bezetten, had Leahy het commando over de daar gestationeerde Amerikaanse marine-eenheden.
Toen hij in 1915 bevelhebber op de kanonneerboot USS Dolphin was, ontstond er een hechte vriendschap met de toenmalige plaatsvervangend marineminister Franklin D. Roosevelt die zich ook aan boord bevond. Na verder te hebben gediend in Azië op de USS Nevada en op het troepenschip USS Princess Matoika naar de Eerste Wereldoorlog in Frankrijk, werd hij in 1918 directeur van de Gunnery Exercises and Engineering Competition van de US Navy.
In de Grieks-Turkse Oorlog in 1921 voerde hij het bevel over het vlaggenschip USS St. Louis. Vanaf 1933 leidde hij het navigatiecommando van de US Navy en werd hij bevorderd tot viceadmiraal. Hij was vervolgens vanaf 1936 Commander Battleships Battle Force met als vlaggenschip de USS California. Van 1937 tot 1939 diende hij nog als Chief of Naval Operations en werd hij bevorderd tot admiraal.

Overleg tussen v.l.n.r. MacArthur, Roosevelt, Leahy en Nimitz (1944)

In 1939 beëindigde hij zijn militaire loopbaan en werd hij gouverneur van Puerto Rico. President Roosevelt nam afscheid van Leahy met de woorden: 
Bill, if we have a war, you're going to be right back here helping me run it. (Bill, wanneer er een oorlog uitbreekt, kom je direct terug om me te helpen deze te voeren)
 Leahy was net een jaar in Puerto Rico toen de Amerikaanse regering hem afvaardigde als opvolger van ambassadeur William Bullitt in Vichy-Frankrijk.

## Tweede periode
In mei 1942 riep Roosevelt hem terug naar de VS. In juli van dat jaar keerde Leahy terug in de marine en werd hij persoonlijke militair adviseur van de president en contactpersoon richting de commandanten admiraal Ernest King van de US Navy, generaal George Marshall van de US Army en generaal Henry Arnold van de US Army Air Forces. Hij begeleidde president Roosevelt en later Truman op veel reizen en conferenties. In december 1944 werd hij bevorderd tot de nieuwe hoogste rang van Fleet Admiral (5-sterrenofficier).
In maart 1949 zwaaide hij op 73-jarige leeftijd af, maar bleef nog wel actief binnen de US Navy. Een jaar later publiceerde hij zijn memoires onder de titel: "I was there". Hierin beschreef hij onder andere zijn afkeer tegen het gebruik van de atoombom. Hij stierf op 84-jarige leeftijd in Bethesda, Maryland en werd begraven op Arlington National Cemetery, sectie 2, graf 932.
De kruiser USS Leahy (CG-16) uit de Leahy-klasse, is naar hem genoemd.

## Militaire loopbaan
- United States Naval Academy: klas van 1897
- Midshipman: 1897[1]
- Ensign: 1 juli 1899[2]
- Lieutenant, Junior Grade: 1 juli 1902[2]
- Lieutenant: 31 december 1903[2]
- Lieutenant Commander: 15 september 1909[2]
- Commander: 29 augustus 1916[2]
- Captain: 1 juli 1918[2]
- Rear Admiral: 14 oktober 1927[2]
- Vice Admiral: 13 juli 1935[2]
- Admiral: 2 januari 1937[2]
- Fleet admiral: 15 december 1944[2]

## Decoraties
- Navy Cross
- Navy Distinguished Service Medal (3x) met twee gouden Sterren op 18 juli 1942[3]
- Sampson Medaille
- Spaanse Campagne Medaille
- Filipijnse Campagne Medaille
- Nicaragua Campagne Medaille
- Mexicaanse Service Medaille
- Dominicaanse Campagne Medaille
- Overwinningsmedaille (Verenigde Staten)
- Amerikaanse Campagne Medaille[3]
- World War II Victory Medal
- National Defense Service Medal
- Ridder Grootkruis in de Orde van Oranje Nassau op 2 december 1946[3]